# Центральный (Алтайский край)
Центральный — посёлок в Алтайском крае России. Входит в городской округ город Барнаул. Возглавляет Административно Центральную сельскую администрацию Центрального района города Барнаул.

### Географическое положение
Расположен в лесостепной зоне Западно-Сибирской равнины, на северо-востоке Приобского плато.

## Население
| 1997  | 1998  | 1999  | 2000  | 2001  | 2002  |
| ----- | ----- | ----- | ----- | ----- | ----- |
| 1764  | ↗1768 | ↗1811 | ↗1899 | ↘1817 | ↗1823 |
| 2003  | 2004  | 2005  | 2006  | 2007  | 2008  |
| ↘1816 | ↘1795 | ↗1869 | ↘1772 | ↘1741 | ↗1764 |
| 2009  | 2010  | 2011  | 2012  | 2013  | 2021  |
| ↗1793 | ↗1955 | ↗1966 | ↗2079 | ↗2154 | ↗4478 |

Национальный состав
Согласно результатам переписи 2002 года, в национальной структуре населения русские составляли 93 % от 1838 чел.

## Инфраструктура
Путевое хозяйство Западно-Сибирской железной дороги.
Средняя общеобразовательная школа № 91.

## Транспорт
Центральный доступен автомобильным и железнодорожным транспортом.
Проходит автодорога «Калманка — Новороманово — Лебяжье» (идентификационный номер 01 ОП РЗ 01К-59).
Остановочный пункт Ядринцево на ж.-д. линии Барнаул — Рубцовск.